# Сжатый воздух

Условное графическое обозначение пневмораспределителя, управляющего потоком сжатого воздуха, направляемого к пневмоцилиндру..

Сжатый воздух — воздух, который находится под давлением, превышающим атмосферное.
В странах Европы около 10 % электроэнергии расходуется промышленностью на производство сжатого воздуха. Это соответствует 80 тераватт-часов в год.

## Применение
По своей роли в экономике сжатый воздух находится в одном ряду с электроэнергией, природным газом и водой. Но единица энергии, запасённая в сжатом воздухе, стоит дороже, чем энергия, запасённая в любом из трёх указанных ресурсов..
Сжатый воздух может быть использован для следующих целей:
- пневмопривод — привод машин и механизмов, инструментов посредством пневматической энергии (пример пневмопривода — отбойный молоток, стоматологические бормашины).
- транспортные средства на сжатом воздухе.
- хранение энергии.
- в дайвинге для заправки баллонов с воздухом.
- охлаждение при помощи вихревого эффекта.
- пневматические транспортирующие установки — перемещение сыпучих грузов при помощи потока воздуха.
- очистка компонентов электроники, которые нельзя очищать при помощи воды.
- пневматические тормоза
- запуск дизельных двигателей как альтернатива пуска при помощи стартёра.
- пейнтбол
- страйкбол
- пневматическое оружие
- всплытие подводных лодок